# Cardiomya costellata
Cardiomya costellata is een tweekleppigensoort uit de familie van de Cuspidariidae. De wetenschappelijke naam van de soort is voor het eerst geldig gepubliceerd in 1833 door Deshayes.